# Nordhordlandsbroen
Nordhordlandsbroen (nynorsk: Nordhordlandsbrua) er en bro i Norge, der går over Salhusfjorden/Osterfjorden og forbinder Flatøy i Alver Kommune med fastlandet ved Hordvik nord for Bergen.
Broen havde været på tegnebrættet i mange år. Allerede i 1960'erne var der planer om at etablere en broforbindelse mellem Bergen og Nordhordland, men politisk tovtrækning bevirkede, at den først stod færdig næsten 30 år senere. 
Broen blev indviet i september 1994, og er en del af E39. Med 1610 meter er den Norges næstlængste bro, og består af en skråstagsbro og en 1243 meter lang flydebro. Det gør den til verdens længste flydebro uden sideforankring. Det længste spænd på broen er 172 meter. 
Som det er sædvane i Vest-Norge blev broen næsten fuldt finansieret via bompenge. Den kostede 914 mio. norske kroner, hvoraf 41 mio. blev bevilget af staten. Bompengene, der havde været indkrævet i færgebilletterne siden 1956, ophørte 31. december 2005. 
I 1997 fik entreprenøren massiv kritik af Stortingets kontroludvalg for projektets store budgetoverskridelser. Broen har dog været en stor succes. I ti-året efter indvielsen (2004) passerede hele 3.458.887 biler således broen, hvilket svarer til knap 9.500 dagligt.